# Paranomis
Paranomis é um gênero de mariposa pertencente à família Crambidae.